# Mark VIII (torpedo)

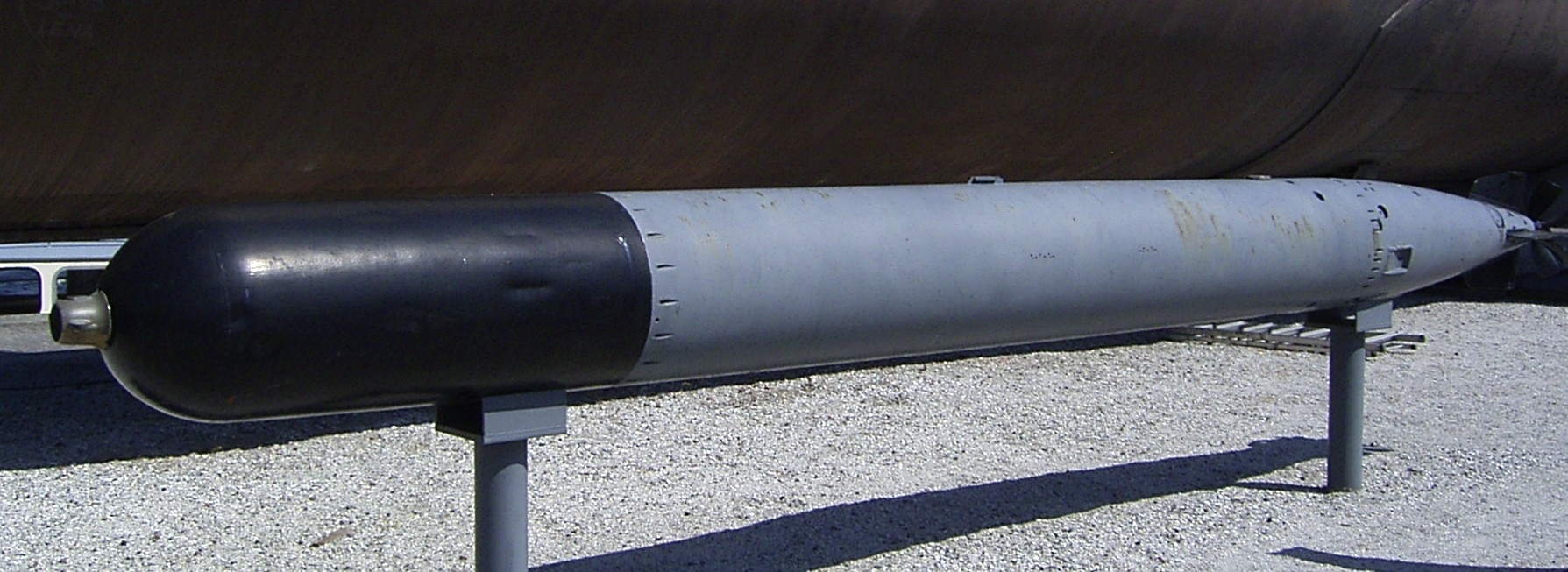
Torpedo Mark VIII.

O Mark VIII é um torpedo acústico de fabricação inglesa, projetado e construído pela "Bliss-Leavitt Corporation", que entrou em serviço no ano de 1911.

## Utilização
Este armamento foi utilizado pelo submarino nuclear inglês HMS Conqueror (S-48)], no afundamento do Cruzador General Belgrano da Marinha Argentina, durante a guerra entre estes dois países pelo domínio das Ilhas Malvinas 
O barco patrulha PT-109 da Marinha dos Estados Unidos, que na Segunda Guerra Mundial foi comandado por John Kennedy, também utilizava este armamento.